# 羅江 (主持人)
羅江（1944年-），男，廣州市人，台灣歌手、主持人，現已退休。

## 簡史
羅江家有六個兄妹，他排行老二。他從高職畢業後，原本想報考國立藝專編導科，以求得他在舞台事業的一技之長；他父親認為這是沒出息的行業，故堅決反對他報考。他轉而在一艘香蕉貨船上擔任輪機手。1969年，他放棄海上生活，幫助父親獨資經營的貿易公司拓展生意；不久，轉向歌壇發展。1970年5月，26歲、實際獻身歌壇一年五個月的他已經是中國電視公司基本歌星，也是台北市麗聲歌廳台柱之一，在演藝圈有「水手歌星」之稱；當時他也演歌劇、寫歌劇劇本，麗聲歌廳已有好幾齣根據他的劇本公演的歌劇。
1970年4月5日下午，中視綜藝節目《歡樂假期》在台北市三軍托兒所現場直播第1集，第一位出場者是羅江，羅江先後唱了〈鑽石〉與〈秋風飄落葉〉。
1977至1978年，在中視綜藝節目《你愛周末》中，鳳飛飛與羅江合作說唱單元〈說說唱唱〉，每集羅江都被鳳飛飛捉弄到下台。
1984年12月至1988年1月，羅江與張菲、倪敏然、檢場、徐風共同主持中視綜藝節目《黃金拍檔》，合稱“黃金五寶”，是當時台灣家喻戶曉的藝人團體。《黃金拍檔》停播後，他退出演藝圈，專心在美國經商。

## 作品
主持
- 中視《黃金拍檔》、《天天星期天》（1986年7月16日至1986年10月23日，與倪敏然、徐風、余天、羅璧玲、向娃合作主持，共83集）、《好歌大家唱》（黃金五寶主持，1986年11月27日21：30～23：00播出，全一集）

戲劇
- 中視《上錯天堂投錯胎》第4集（飾演鍾大同）